# Добрец
Добрец — деревня в Шекснинском районе Вологодской области.
Входит в состав сельского поселения Железнодорожного, с точки зрения административно-территориального деления — в Железнодорожный сельсовет.
Расстояние по автодороге до районного центра Шексны — 21 км, до центра муниципального образования Пачи — 3 км. Ближайшие населённые пункты — Едома, Красное, Четвериково.
По переписи 2002 года население — 72 человека (35 мужчин, 37 женщин). Всё население — русские.

## История
Впервые отмечается в источниках 1477 г.: белозерский кн. Михаил Андреевич пожаловал д. Добрец московскому Симонову монастырю (АСЭИ, П. № 390). В скором времени селение запустело, поэтому в грамоте 1485 г. сообщается уже о пустоши Добрец (там же, № 397).

## Этимология
От древнерусского м. л. и. Добрый. Однокоренные имена Добрило, Добрыня были весьма активны на Руси в XIV – XVI вв. Топонимы на -ец часто встречаются в южной части Белозерья: Пашнец, Юрьевец, Овинец и др.